# قدس (إيران)
قدس (بالفارسية: قدس) هي مدينة تقع في إيران في طهران. يقدر عدد سكانها بـ 229,354 نسمة.

## تعلیم عالی
يوجد بالمدينة ثلاث جامعات: جامعة آزاد الإسلامية، فرع مدینة القدس، جامعة العلوم التطبيقية والتكنولوجيا، فرع مدینة القدس وجامعة بيام نور.